# Преснухин, Вячеслав Валерьевич
Вячеслав Валерьевич Преснухин (род. 1966, Армавир) — российский военачальник, полковник ракетных войск стратегического назначения, военный педагог. Кандидат технических наук, профессор. Начальник Ростовского военного института ракетных войск в 2011 году.

## Биография
Родился в 1966 году в городе Армавире, Краснодарский край. Окончил Ростовское высшее военное командно-инженерное училище ракетных войск в 1988 году, факультет переподготовки и повышения квалификации Военной академии Генерального штаба Вооруженных Сил Российской Федерации в 2006 году.
В 1988—1992 гг. проходил службу в Ракетных войсках стратегического назначения (РВСН) на должностях инженера группы воинской части, старшего инженера группы воинской части, инструктора инструкторской группы (Прикарпатский военный округ).
Занимался преподавательской и научной деятельностью. В 1992—1998 гг. — начальник учебной лаборатории, преподаватель кафедры Ростовского высшего военного командно-инженерного училища ракетных войск. В 2001 году окончил очную адъюнктуру. Преподаватель кафедры, заместитель начальника учебного отдела, начальник учебного отдела, заместитель начальника Ростовского военного института по учебной и научной работе, заместитель начальника филиала Военной академии РВСН имени Петра Великого по учебной и научной работе. В 2011 году ― временно исполняющий должность начальника филиала Военной академии РВСН имени Петра Великого (Ростовского военного института ракетных войск; был ранее присоединён к Военной академии РВСН). В 2011—2013 гг. — заместитель начальника кафедры (военной акмеологии и кибернетики) Военной академии РВСН имени Петра Великого (Западный военный округ). Профессор, кандидат технических наук.
Был последним руководителем Ростовского военного института ракетных войск, расформированного в 2011 году.
Несмотря на то, что первый ракетный вуз страны расформирован, его труды не пропали: его выпускники — всесторонне развитые и масштабно мыслящие люди, для которых понятие «Отечество» и «Долг» – не пустой звук, а смысл жизни, — ещё скажут своё веское слово в построении новой жизни и новой России. И само понятие «Первое ракетное» будет жить, пока жив хоть один его выпускник.
С 2013 года — начальник управления (научных разработок стратегических сил сдерживания) Главного управления научно-исследовательской деятельности и технологического сопровождения передовых технологий (инновационных исследований) Министерства обороны Российской Федерации.
Ныне занимает должность начальника Главного управления научно-исследовательской деятельности и технологического сопровождения передовых технологий (инновационных исследований) Министерства обороны Российской Федерации.
С 2022 года, Начальник Ставропольского президентского кадетского училища

### Награды
Награжден орденом Почёта и различными медалями.